# Музика Казахстану
Музика Казахста́ну (каз. Қазақстан музикаси) — музична культура Казахстану. До початку XX століття, являла собою виключно народну творчість, після входження Казахстану до складу СРСР музична культура Казахстану опанувала сучасними формами світової музичної культури.[прояснити]

## Традиційна музика

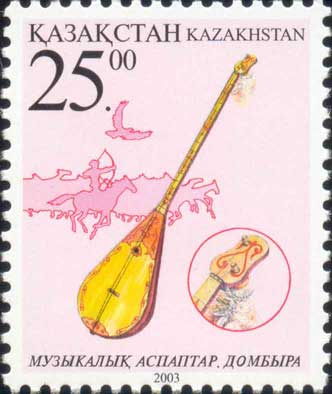
Поштова марка, на якій зображена домра, казахський народний музичний інструмент

Традиційна казахська народна музика, заснована на семиступеневих діатонічних мажорних і мінорних ладах, і, частково, пентатоніці. Як і музика інших народів, яка довгий час не зазнавала впливу західної музичної культури, вона відрізняється розвиненою ритмікою, пісенними та інструментальними формами. Її основу складали імпровізійно-епічні твори тюркських народів, які виконувались під акомпанемент народних інструментів: двострунної домбри, кобиза, сибизги, дауилпаза. Визначною особливістю були змагання між музикантами. До XV—XVIII століття виникає розподіл казахської музики на пісні та інструментальний жанр кюй.
У XIX ст. формується професійна музична традиція, яку представляють, з однієї сторони кюйші — виконавці кюїв, з іншої — сал-сери, специфічне явище у казахській громаді. Перші описи казахської музики надають східні дослідники. Їхнім значним добутком дотепер лишається «Велика книга музики» Аль-Фарабі. У XIX ст. казахська музика стає об'єктом цікавості представників європейської культури: до неї звертаються музиканти і мистецтвознавці як сусідньої Росії, так і інших країн. Російські дослідники, які вивчали Схід, починають вивчення і збереження фольклору казахів. Це вивчення та дослідження музичного спадку, викликає появу нової плеяди композиторів і виконавців. Серед них Абай Кунанбаєв, Жаяу Муса Байжанов, Курмангази Сагирбайули, Икилас Дукенов.

## XX століття
Із входженням Казахстану до СРСР, музичне мистецтво розвивається властивих європейських напрямках — з'являються естрадні пісні і романси, камерно—інструментальна та симфонічна музика, створюються численні хори народної пісні. У цьому беруть участь музичні діячі: Євген Брусиловський, Василь Велетнів, Борис Ерзакович — які разом з видатним казахським музичним організатором Ахметом Жубановим створюють Оркестр казахських народних інструментів, філармонії, музичну театральну студію (пізніше — Казахський театр опери і балету). А невдовзі з'являються перші казахські опери. У 1939 році заснований Союз композиторів Казахстанау. А у 1944 році, у місті Алма-Ати, відкривається перша консерваторія.
У повоєнні роки активно розвивається казахська академічна музика: з'являються нові опери, балети, симфонії. Також плідно працюють композитори-пісняри. Але цей період обумовлений слабким розвитком камерно-інструментальної музики. Вперше з казахської музики виділяються уйгурська: з'являються перша уйгурська опера — «Назугум» (Куддус Кужамьяров, 1956).
У 1936 і 1958 роках у Москві проводять декади казахського мистецтва, під час яких, демонструють досягнення музичної культури. Тижні казахської музики проходять у Татарській республіці (1962), Арменії (1968), Узбекистані (1960,1971). На міжнародній арені з 1920-х років з'являється казахський співак Амре Кашаубаєв, який виступив у Франції та Німеччині. Його приклад наслідують: Бібігуль Тулегенова, Роза Багланова, Роза Джаманова, Роза Римбаєва, Мурат Мусабаєв, Алибек Днишев. З традиційною музичною творчістю, зарубіжних слухачів, знайомить етнографічний ансамбль «Сазген». Мистецтво казахських виконавців: скрипачки Айман Мусаходжаєвої, піаністки Жанії Аубакіровойї — позначене призами міжнародний конкурсів.
У 1960—1980-х роках з'являється ряд естрадних ансамблів: «Арай», «Ариран», «Гульдер», «Дос-Мукасан», «Отирар сази», «Яшлик» (Алма-Ата), «Алатау» (Джамбул), «Жайик кизи» (Гурьев), «Улитау» (Джезказган), «Эренгольд» (Павлодар) та ін.
Після оголошення незалежності Казахстану. у 1991 рокові музичний розвиток продовжується. У Франції проводять «Казахські сезони», під час яких, свою майстерність демонструють співаки і виконавці-інструменталісти. Сам Казахстан, також стає місцем проведення міжнародних конкурсів. З'являються нові колективи: Державний оркестр «Академія солістів» (1993), камерний оркестр «Камерата Казахстана» (1998). У 1998 році відкрилася Казахська національна академія музики у місті Астана. У 2003 році відбулась премьера опери «Махамбет» Базарбая Жуманіязова.

## Сучасні напрямки

### Казахський хіп-хоп
Казахська хіп-хоп і реп-сцена почала формуватися в країні після розпаду Радянського Союзу. Щоправда, хіп-хоп у Казахстані російськомовний, відтак орієнтований не тільки на місцевих російськомовних, але на російську аудиторію країн СНД. У 2013 році американський репер Каньє Вест був приватно запрошений президентом Нурсултаном Назарбаєвим для виступу на весіллі онука. Пізніше, у 2010-х, казахський хіп-хоп вплине на розвиток жанру Q-поп-музики. Відомими казахстанськими реперами є Джа Халіб, Натан і Скриптоніт.

### Казахський рок
Сучасний казахський рок виконується казахською мовою, проте окремі казахські рок-музиканти співають російською. Рок-музика була популярною в Казахстані, особливо в Карагандинській області з 60-х років, коли казахи змогли познайомитись з творчістю The Beatles. За радянських часів у Казахстані звучав американський та російський рок. Відомими казахстанськими рок-групами є « Адаптація», « Улітау» та « Уркер».

### Q-pop
Q-pop або Qazaq pop — порівняно новий музичний напрямок Казахстану, що зазнав впливу таких течій, як Q-pop K-Pop, хіп-хоп, Western pop та J-Pop. Піонерами жанру вважається гурт Ninety One, що працював із лейблом Juz Entertainment у 2015 році.. Серед інших представників напрямку — Ziruza, Mad Men, Moonlight, Newton, Juzim, CrystalZ.

### Тої
Тої (буквально означає публічне зібрання) — легка для сприйняття народна музика, що зазвичай виконується на весіллях та святах. Цей жанр популярний також в Узбекистані, Туркменістані та Киргизії. Добре відомі казахські співаки тої — Каїрат Нуртас, Абдіаппар Алькоя, Мадіна Садуакасова та Джазіра Байрбекова.

### Події і фестивалі
На сьогодні у Казахстані проводять фестивалі сучасної музики «Менин Казахстаним» (на честь Шамші Калдаякова) «Жас канат», «Азія Дауиси», «Золотий диск».
У 2010 році, у районному центрі Товсті-Синьцзян Синьцзян-Уйгурского автономного району Китаю 10 450 домбристів виконали казахський народний кюй «Кенес», ця подія потрапила до Книги рекордів Гіннесса.